# Anapistula pocaruguara
Anapistula pocaruguara är en spindelart som beskrevs av Cristina A. Rheims och Antonio D. Brescovit 2003. Anapistula pocaruguara ingår i släktet Anapistula och familjen Symphytognathidae. Inga underarter finns listade i Catalogue of Life.